# Финансовый кризис 2007—2008 годов
Финансовый кризис 2007—2008 годов начался с ипотечного кризиса в США, банкротства банков и падения цен на акции, проложив путь мировому экономическому кризису (иногда называемому «великой рецессией»).
Начальной стадией мирового финансово-экономического кризиса послужил ипотечный кризис в США, первые признаки которого проявились в 2006 году в снижении числа продаж домов, а к весне 2007 года переросли в кризис высокорисковых ипотечных кредитов (subprime lending). Довольно быстро проблемы с кредитованием ощутили и надёжные заёмщики. Летом 2007 года кризис из ипотечного начал перерастать в финансовый и затрагивать не только США. Начались банкротства крупных банков, спасение банков со стороны национальных правительств. Особенно важным событием в обострении кризиса стало банкротство Lehman Brothers 15 сентября 2008 года. Котировки на фондовых рынках резко снизились в течение 2008 года и в начале 2009 года. Для компаний существенно сократились возможности получения капиталов при размещении ценных бумаг. В 2008 году кризис приобрёл мировой характер и начал проявляться в повсеместном снижении объёмов производства, снижении спроса и цен на сырьё, росте безработицы.
По подсчётам Вашингтонского Института международных финансов, за 2007 год и первую половину 2008 года общий объём списаний банков разных стран из-за потерь составил около 390 млрд долларов, причём более половины этой суммы пришлось на Европу.
По данным, приводимым акад. В. М. Полтеровичем, в течение 2008 года стоимость американских компаний снизилась в среднем на 40 %; на основных рынках Европы падение составило более 50 %, а значения российских биржевых индексов упали более чем на 75 % по сравнению с докризисным периодом.

### Ипотечный кризис 2007 года в США

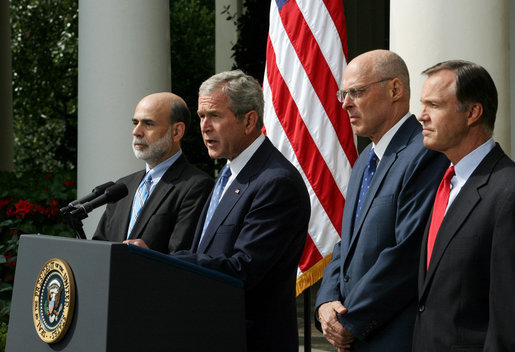
Президент США Джордж Буш младший вместе с председателем ФРС Беном Бернанке (слева), председателем Комиссии по ценным бумагам и биржам Кристофером Коксом (справа) и Министром финансов Генри Полсоном. Дж. Буш произносит речь в Розовом саду Белого дома о сложившейся в стране негативной экономической ситуации

Непосредственным предшественником общего финансового и банковского кризиса в США стал кризис высокорисковых ипотечных кредитов (subprime) в 2007 году, то есть ипотечного кредитования лиц с низкими доходами и плохой кредитной историей.
С 2001 по 2005 годы стоимость недвижимости, которой напрямую владели домохозяйства, выросла на 10 трлн долларов, в кризис американцы потеряли порядка 6 трлн долларов от стоимости принадлежащей им недвижимости.
Джордж Сорос в «Die Welt» от 14 октября 2008 года определил роль «ипотечного мыльного пузыря» как «лишь спускового механизма, который привёл к тому, что лопнул более крупный пузырь».
Впоследствии Финансовый кризис в США стал детонатором глобального кризиса. По мнению аналитиков, американские инвестиционные структуры, сталкивающиеся с проблемами на внутреннем рынке, начали сбрасывать свои зарубежные активы, что вызвало отток денежных средств с рынков новых развивающихся стран. В результате этого от кризиса, возникшего в США, начала страдать вся мировая экономика.
13 января 2010 года начала работу созданная Конгрессом США комиссия по расследованию причин кризиса.

### Инновации на финансовом рынке
Существенным фактором возникновения кредитного кризиса в США, по мнению ряда экспертов, стало широкое использование с начала 1990-х годов производных финансовых инструментов, деривативов (англ. derivatives) и стремление повысить доходность за счёт увеличения рисков. При этом нет анализа, который бы показал, что именно деривативы приблизили кризис, и что не наступил бы кризис в строительстве ещё раньше, если бы деривативы не способствовали расширению спроса на недвижимость и дорогие товары.

В США рост экономики в основном наблюдался за пределами реального сектора. Накануне кризиса до 40 % корпоративных прибылей приходилось на финансовый сектор, где все было надуто, 40 % инвестиций приходилось на недвижимость — и все это было вложено в пузырь.
— Джозеф Стиглиц, «Ведомости», 07.02.2011

## Обвал на фондовых рынках
31 октября 2007 года многие индексы мировых фондовых рынков достигли пика, после которого началось снижение: с того дня по 3 октября 2008 года, когда палата представителей конгресса США со второй попытки приняла план Полсона, индекс S&P 500 упал на 30 %; индекс MSCI World, показывающий динамику на рынках развитых стран, упал на 32,3 %; индекс развивающихся рынков MSCI Emerging Markets — на 40,5 %. В отличие от предшествующего обвала в 2000—2002 годы, который был вызван крахом на фондовом рынке технологических компаний и был ограничен рынком США, обвал 2007—2008 годов затронул все страны и был обусловлен событиями за пределами фондового рынка — бумом, а затем крахом в кредитном и жилищном секторах, а позднее — и на сырьевых рынках: первыми стали падать акции западных банков, а с июля 2008 года, когда начала быстро дешеветь нефть, — акции сырьевых компаний развивающихся стран.
Банковская неделя 6-10 октября 2008 года принесла самое резкое в истории падение индексов на торговых площадках США: Dow Jones Industrial Average упал до 7882,51 и закрылся на 8451,19. The Financial Times сравнила обвал фондового рынка в пятницу 10 октября 2008 года с 10 октября 1938 года: «На утренних торгах в пятницу падение индекса S&P 500 за десятилетие было почти идентичным его падению за десятилетие в ту же дату в 1938 году».
Обвал фондового рынка в октябре 2008 года стал рекордным для рынка США за последние 20 лет, для рынка Японии — за всю историю.

## Крах крупнейших инвестиционных банков США
| год  | на дату    | с начала года | с 2007 года |
| ---- | ---------- | ------------- | ----------- |
| 2007 |            | 3             | 3           |
| 2008 |            | 25            | 28          |
| 2009 | 25 мая     | 36            | 64          |
| 2009 | 25 июля    | 64            | 92          |
| 2009 | 1 августа  | 69            | 97          |
| 2009 | 29 августа | 84            | 112         |
| 2009 | 3 октября  | 98            | 126         |
| 2009 | 23 октября | 106           | 134         |
| 2009 | 14 ноября  | 123           | 151         |
| 2009 | 6 декабря  | 130           | 158         |
| 2009 | 31 декабря | 140           | 168         |
| 2010 | 23 января  | 5             | 173         |
| 2010 | 24 февраля | 20            | 188         |
| 2010 | 8 мая      | 68            | 236         |
| 2010 | 26 июля    | 100           | 268         |
| 2010 | 29 ноября  | 153           | 321         |
| 2010 | 30 декабря | 157           | 325         |
| 2011 | 5 февраля  | 14            | 339         |
| 2011 | 19 февраля | 20            | 345         |
| 2011 | 26 марта   | 26            | 351         |
| 2011 | 9 июля     | 51            | 376         |
| 2011 | 6 августа  | 63            | 388         |
| 2011 | 1 октября  | 74            | 399         |
| 2012 | 27 апреля  | 61            | 460         |
| 2012 | 20 октября | 46            | 485         |

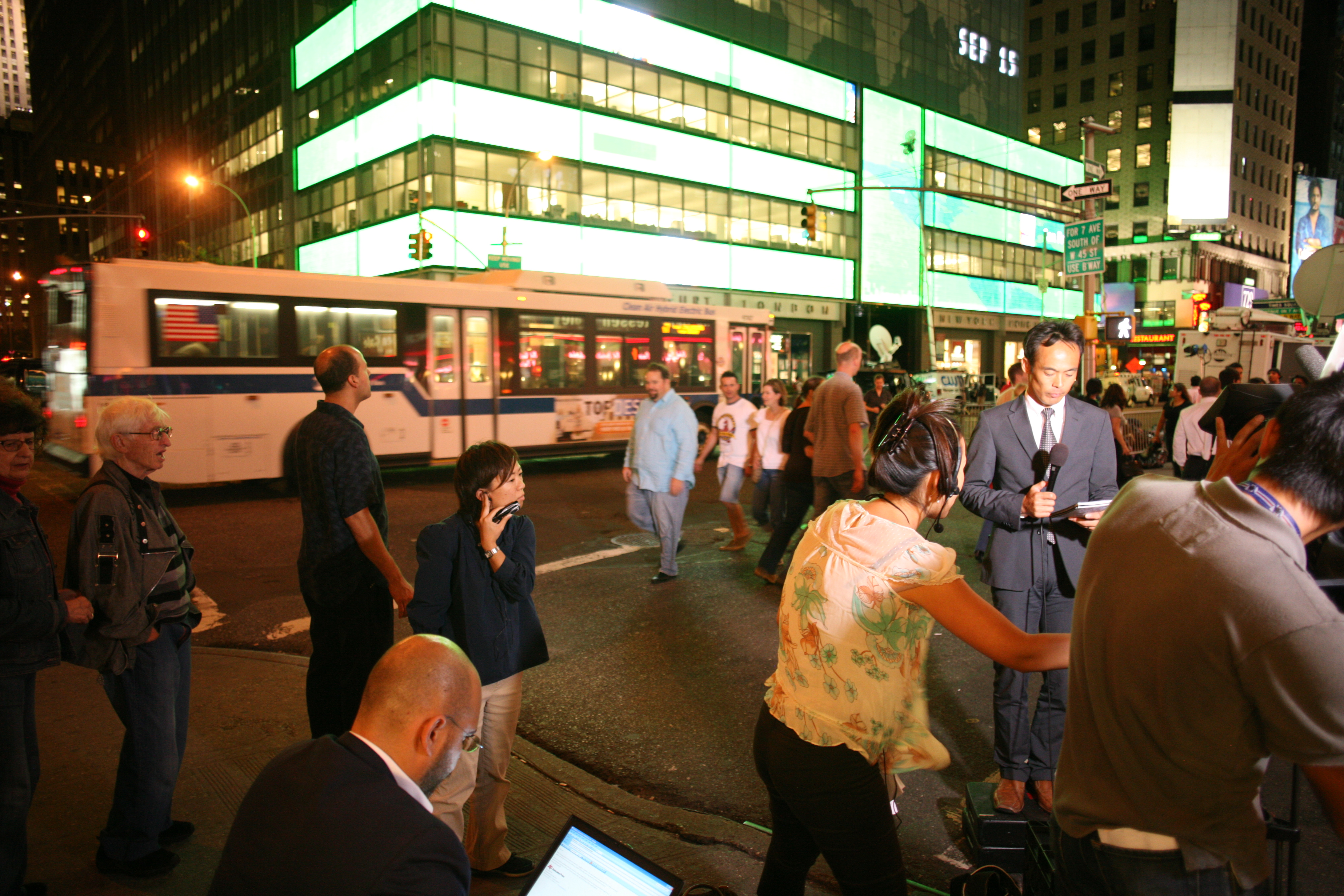
Вечерняя суета около здания штаб-квартиры Lehman Brothers 15 сентября 2008 года, когда банк подал в нью-йоркский суд заявление о своём банкротстве

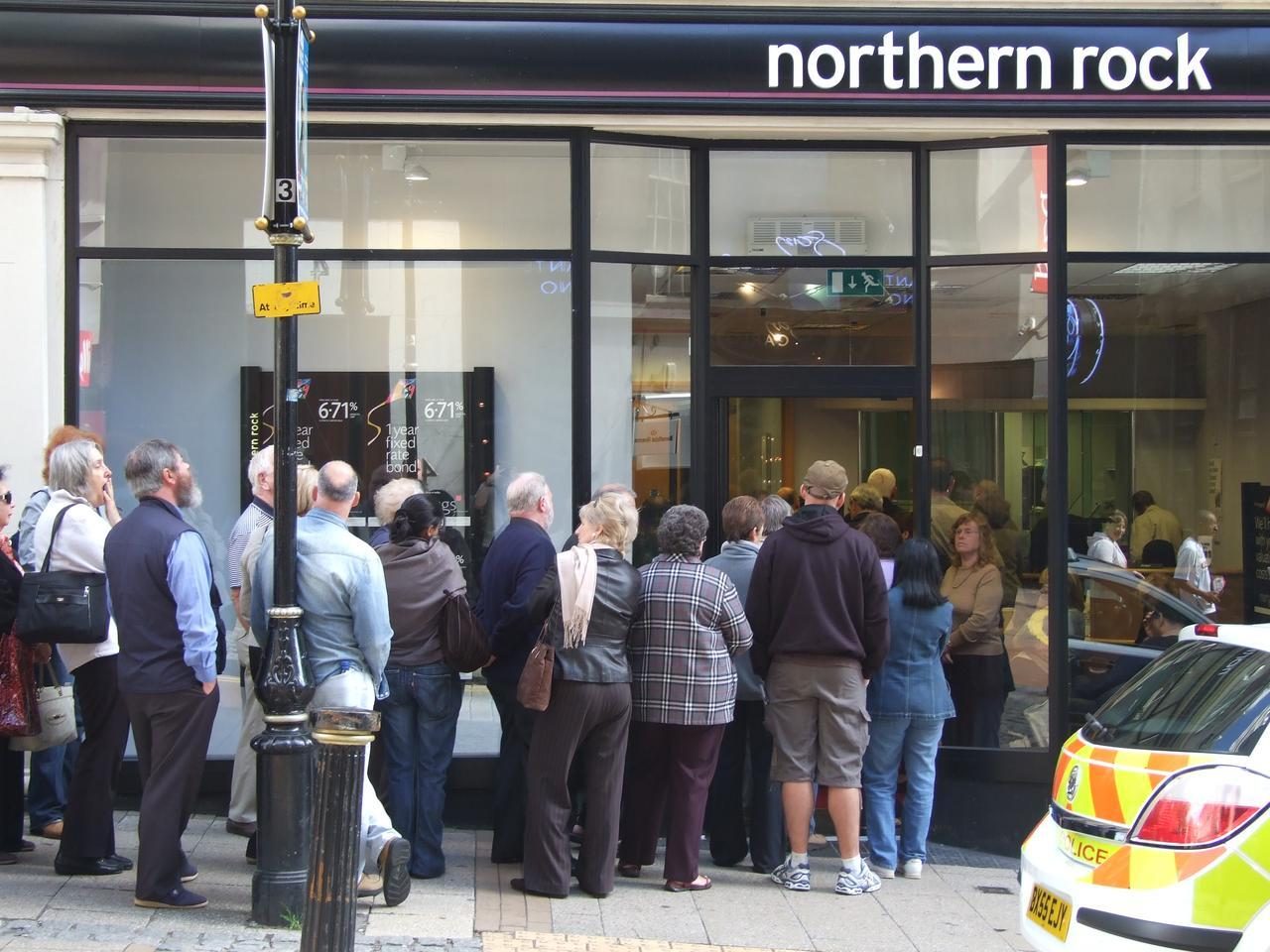
Толпа ожидающих вкладчиков у одного из отделений банка Northern Rock 15 сентября 2007 года. Клиенты в массовом порядке изымали сбережения со своих счетов

В августе 2007 года банк Bear Stearns оказался в центре кризиса ипотечного кредитования. На то время он являлся пятым по величине инвестиционным банком США. В результате два хедж-фонда под его управлением потеряли на инвестициях в ипотечные облигации почти все деньги клиентов (1,6 млрд долларов), что вызвало панику на фондовом рынке. 14 марта 2008 года фирма объявила, что нуждается в срочном финансировании для исполнения обязательств по выплатам из-за продолжающегося в стране кредитного кризиса. Федеральная резервная система США и банк JPMorgan Chase согласились выделить дополнительное финансирование. Сразу после этой новости акции банка упали на 47 %.
15 сентября 2008 года о своём банкротстве объявил банк Lehman Brothers — один из крупнейших банков США.
Заместитель главы Нацбанка Украины, д. э. н. Савченко А. В. отмечал, что «Lehman Brothers… был самым сильным игроком на рынке кредитных дефолтных свопов. Потеряв страховки на свои инвестиции, американские инвесторы в спешном порядке начали закрывать позиции на развивающихся рынках и уходить в доллар».
Банкротство Lehman Brothers вызвало сомнения в возможности выплат страховых компаний, страхующих от рисков банкротства кредитуемых (CDS), что привело к кризису самого инструмента CDS и резкому увеличению рисков страхования. Это стало причиной кризиса доверия между банками и резкого роста ставок кредитования, что особенно сильно сказалось на развивающихся кредитных рынках, в том числе Украины и России.
Спред LIBOR-OIS (показывающий разницу между ставкой LIBOR и фьючерсом на официальную ставку Центробанка — свидетельство доступности денег на межбанковском рынке) в конце сентября 2008 года для долларовых кредитов превысил 200 базисных пунктов, а в начале октября — 250.
«Пять ведущих инвестиционных банков США прекратили своё существование в прежнем качестве: Bear Stearns был перепродан, Lehman Brothers обанкротился, Merrill Lynch перепродан, Goldman Sachs и Morgan Stanley сменили свою вывеску, перестали быть инвестиционными банками в связи с особыми рисками и необходимостью получить дополнительную поддержку Федеральной резервной системы».

## Мнения экономистов
13 октября 2008 года The Times писала, что в мире последует постепенный отход от однополярной глобальной валютной системы, основанной на долларе. Ссылаясь на «Жэньминь жибао» газета привела мнение китайского экономиста Ши Цзяньсюня, призвавшего к «диверсификации валютной и финансовой системы и справедливому финансовому порядку, который не будет зависеть от Соединённых Штатов».
Американский финансист Джордж Сорос в Die Welt от 14 октября 2008 года предрекал относительное ослабление экономики и упадок США и экономическое усиление Китая: «В то время как у нас накапливались долги, они [китайцы] экономили и копили богатство. Китайцам через какое-то время будет принадлежать большая часть мира, поскольку они переведут свои долларовые резервы и вклады в США в настоящие активы. Это изменит расстановку сил. Сдвиг власти в сторону Азии произойдёт в результате грехов, совершённых Америкой за последние 25 лет»..
По мнению Фрэнсиса Фукуямы (ноябрь 2008): «это не конец капитализма. Я думаю, это конец „рейганизма“. У Рейгана было несколько идей, одна из которых состояла в том, чтобы сократить налоги, но траты оставить на прежнем уровне: считалось, что это приведёт к экономическому росту. И привело, но это же породило и множество проблем. Другая идея состояла в дерегуляции, в том числе и в дерегуляции финансовых рынков… Я думаю, что вероятность того, что США потеряют позицию мирового экономического лидера, очень мала».

## Переход в глобальную рецессию
Опубликованный 13 ноября 2008 года экономический обзор Организации экономического сотрудничества и развития (ОЭСР) констатировал, что развитые экономики мира вступили в рецессию. Международное рейтинговое агентство Fitch Ratings полагало, что рецессия будет самой суровой со Второй мировой войны и впервые развитый мир вступает в неё синхронно.
Таким образом, финансовый кризис 2007—2008 годов оказался первой стадией мирового экономического кризиса, начавшегося в 2008 году.

## В кинематографе
- «Уолл-стрит: Деньги не спят» (англ. Wall Street: Money Never Sleeps), фильм, США, 2010 год
- «В компании мужчин» (англ. The Company Men), фильм, США, 2010 год
- «Инсайдеры» (англ. Inside Job), документальный фильм, США, 2010 год
- «Предел риска» (англ. Margin Call), фильм, США, 2011 год
- «Слишком крут для неудачи» (англ. Too Big to fail), фильм, США, 2011 год
- «Нападение на Уолл-Стрит» (англ. Assault on Wall Street), фильм, США-Канада, 2013 год
- «Игра на понижение» (англ. The Big Short), фильм, США, 2015 год
- «Лжец, Великий и Ужасный», фильм с Робертом Де Ниро, США, 2017 год
- «Стриптизёрши» (англ. Hustlers), фильм, США, 2019 год
- «Южный Парк» (англ. The South Park), 13 сезон, 3 серия: Маргаритавилль. Мультсериал, США, 2009 год